# Nosound
Nosound je italská rocková skupina pohybující se na rozhraní žánrů progresivního rocku, post-rocku a ambientu. Založil ji v roce 2002 kytarista a zpěvák Giancarlo Erra, jenž je vůdčí osobností skupiny dodnes. Její tvorba je inspirována umělci, jako jsou Pink Floyd, Brian Eno, Porcupine Tree nebo Sigur Rós.

## Historie
Skupinu Nosound založil Giancarlo Erra na konci roku 2002 jako svůj jednočlenný studiový projekt, který navázal na několik jeho vlastních demonahrávek z přelomu 20. a 21. století. V roce 2004 vydal Erra pod hlavičkou Nosound bezejmenné propagační album, po němž následovalo o rok později debutové album Sol29, na kterém spolupracoval také baskytarista Alessandro Luci. Díky pozitivním ohlasům vznikla po vydání Sol29 regulérní skupina, která začala působit i koncertně. Z jednoho raného vystoupení pochází i nahrávka tří skladeb, které byly v roce 2006 začleněny na audiovizuální kompilační DVD The World Is Outside. Roku 2007 vydala skupina dvě EP – živé Slow, It Goes se skladbami ze Sol29 a studiové Clouds s novým materiálem nahraným při sessions k chystanému druhému albu. To vyšlo o rok později pod názvem Lightdark a získalo italskou cenu Prog Awards za nejlepší nahrávku roku 2008.
Po změně na postu druhého kytaristy vzniklo v roce 2009 třetí studiové album A Sense of Loss (oceněno Prog Awards za nejlepší nahrávku roku 2009). Průběžně byly vydávány také remasterované a rozšířené edice prvních dvou desek. Z roku 2011 pochází kompilace The Northern Religion of Things, jež vznikla jako sólový projekt Giancarla Erry s upravenými skladbami skupiny pro jednoho hudebníka. Během přípravy k novému albu odešli v roce 2012 bubeník Zito a klávesista Martellacci, kteří se začali věnovat vlastním projektům, proto na EP At the Pier (2012) hraje britský bubeník Chris Maitland. Ve stejné sestavě vzniklo čtvrté studiové album Afterthoughts, jež vyšlo v roce 2013. Téhož roku se členem skupiny stal bubeník Giulio Caneponi, jenž Maitlanda prakticky vystřídal, i když ten je stále uváděn jako člen. V roce 2015 vyšla dvojdisková kompilace Introducing Nosound, na níž je průřez celou tvorbou skupiny od nejnovějších skladeb k počátku kapely. S Caneponim nahráli Nosound své první koncertní album Teide 2390 (2015) a o rok později i pátou studiovou desku Scintilla.

## Členové skupiny
Současná sestava:
- Giancarlo Erra – zpěv, kytara, klávesy, dříve též baskytara a bicí (od 2002)
- Marco Berni – klávesy, zpěv (od 2012)
- Alessandro Luci – baskytara, kontrabas, klávesy (od 2004?)
- Paolo Vigliarolo – kytara (od 2007)
- Giulio Caneponi – bicí, perkuse, zvuky (od 2013)
- Marianne DeChastelaine – violoncello (2007, od 2012)
- Chris Maitland – bicí, zpěv (od 2012)

Bývalí členové:
- Paolo Martellacci – klávesy, zpěv (2005–2012)
- Gigi Zito – bicí, zpěv (2006–2012)
- Gabriele Savini – kytara (2005–2007)
- Mario Damico – bicí (2005–2006)

## Diskografie

### Studiová alba
- Sol29 (2005)
- Lightdark (2008)
- A Sense of Loss (2009)
- Afterthoughts (2013)
- Scintilla (2016)

### Koncertní alba
- Teide 2390 (2015)

### EP
- Slow, It Goes (2007)
- Clouds (2007)
- At the Pier (2012)

### Kompilace
- The World Is Outside (2006)
- The Northern Religion of Things (2011)
- Introducing Nosound (2015)